# 邓迪足球俱乐部
登地足球會（英語：Dundee Football Club）是位於蘇格蘭第四大城市邓迪的職業足球俱乐部，成立於1893年，暱稱「The Dee」或「The Dark Blues」，傳統穿著深藍色球衣，主場在丹斯公园球场。現時在蘇格蘭足球超級聯賽作賽。
以邓迪這樣規模的城市居然可以擁有兩支頂級的職業足球會，邓迪及邓迪联，兩隊的球場相距僅數百碼，是英倫三島內距離最接近的職業足球會主場球場。雖然登地联已降級而減少兩隊對賽的機會，但登地及登地聯仍然是傳統會上演激烈對戰的敵對球隊。

## 球會歷史
登地是於1893年由當地兩支球隊「丹地我們男孩」及「丹地東部足球會」合併而成，並於同年8月12日在聯賽中首戰格拉斯哥流浪，雙方踢成3-3平手。1899年登地搬遷到現今仍使用的丹斯公园球场。
在球隊成立的初年並沒有突出的成績，直到1910年球隊在第二次重賽才以2-1擊敗克萊德首次奪得蘇格蘭足總盃。在戰後的首個十年，登地在1949年差一點就贏得聯賽錦標、獲得兩次聯賽盃（1952年及1953年）、晉級1952年足總盃決賽（0-4負於馬瑟韋爾）及付出破蘇格蘭轉會費紀錄的15,000英鎊收購比利·史梯爾（Billy Steel）。這時登地主場觀眾平均超過20,000人。
1959年登地在足總盃以0-1負於高地聯賽（Highland League）的弗雷泽堡（Fraserburgh），被廣泛認為是登地歷史中最尷尬的敗仗。
在的兄弟（Bob Shankly）帶領一班出色的球員如（Alan Gilzean）、（Gordon Smith）及（Alex Hamilton）下，登地奪得1961/62年球季的頂級聯賽冠軍（當時稱為甲組聯賽），在戰勝聖莊士東（St Johnstone）贏取錦標的同時，亦將聖莊士東送落乙組聯賽。
登地在翌季參加1962–63年歐洲冠軍盃，在初賽圈兩回合累計8-5擊敗科隆，第一輪兩回合累計4-2淘汰，半準決賽兩回合累計6-2殺敗，晉級準決賽遭遇AC米蘭，首回合作客大敗1-5，次回合返回主場小勝1-0，兩場累計2-5被當屆最終冠軍AC米蘭淘汰。
登地參加1967/68年欧洲博览会杯，第一輪兩回合累計4-2淘汰DWS（AFC DWS），第二輪兩回合累計7-2大勝RFC列日（Liège），第三輪輪空，半準決賽兩回合累計2-0小勝FC苏黎世（FC Zürich），晉級準決賽對利兹联，首回合主場1-1平手，次回合僅負0-1，兩場累計1-2再一次被最終冠軍列斯聯淘汰。
在1960年代的黃金期後，登地只曾於1973/74年球季罕有地奪得聯賽盃冠軍，在咸普頓公園球場舉行的決賽登地以1-0擊敗，當時登地的隊長正是前里斯本雄狮之一的托米·格梅尔（Tommy Gemmell），格梅尔其後曾短時間擔任登地的領隊。
在2000年登地作出球隊最重要的收購，簽入綽號「風之子」的阿根廷國腳克劳迪奥·卡尼吉亚（Claudio Caniggia），由於表色，僅效力一季即過檔到格拉斯哥流浪。肯尼基亞是登地在2000年代初期簽入無數高姿態的外援球員之一，當時的領隊是伊万诺·博内蒂（Ivano Bonetti），僅帶領球隊獲得聯賽頭六位的名次，於2002年7月3日被辭退。
2002/03年蘇格蘭足總盃
登地在第三圈作客2-0淘汰格拉斯哥球隊巴特里，第四圈返回主場2-0淨勝，在半準決賽遭到的頑抗，作客1-1平手，返回主場重賽才在加時後4-1擊潰對手，晉級準決賽於2003年4月20日在中立的咸普頓公園球場對高地球隊恩華尼斯，只有少於15,000名球迷入場觀戰，結果憑著格鲁吉亚的格奥尔吉·内姆萨泽（Giorgi Nemsadze）的入球，將登地帶入自1964年後的首次足總盃決賽，決賽在5月31日同樣在咸普頓公園球場舉行，對手是流浪者，（Lorenzo Amoruso）在66分鐘一箭定江山，格拉斯哥流浪克完成本土錦標三冠王的美夢，亦結束登地的足總盃之旅。
財務危機
於2003年年終登地由於入不敷支，負債約2,000萬英鎊，11月24日球會班主马尔兄弟（Peter & James Marr）要求安永會計師事務所作債務重組，翌日即裁減25名職球員，包括高薪球星如、（Fabián Caballero）、（Craig Burley）及格奥尔吉·内姆萨泽（Giorgi Nemsadze）等。2004年5月26日登地的債權人投票支持債務重組方案，接受債權人自願協議（creditors' voluntary agreement），使登地可以脫離債務重組免於清盤及逃過來季被扣10分的罰則。在登地債務重組期間由球迷成立拯救球隊的「Dee4Life 基金」共籌募16萬英鎊，獲董事局分配160萬股，而马尔兄弟再加送150萬股，約佔球隊5%的股權。
2005年5月24日球季最後一輪比賽，賽前共有4隊陷入降級危機，包括利文斯顿（34分，主場對登地）、邓迪联（33分，作客對因弗内斯）、鄧弗姆林（34分，作客對基马诺克）及登地（32分，作客對利雲斯頓），由於登地及利雲斯頓對戰，有34分而得失球差佔優的鄧弗姆林基本上岸，最後登地只能1-1賽和利雲斯頓，其餘兩場賽果已不重要，登地降級到甲組。降級後球隊要求全體球員減薪25%。8月25日與球隊共渡艱難的領隊占·杜菲（Jim Duffy）被辭退。
2006年5月15日登地剩餘700萬英鎊債務由马尔兄弟私人承擔後脫離赤字，5月17日球隊宣佈重組計劃，將丹斯公园球场出售給一個慈善基金，再租回給登地，马尔兄弟出售控制股權，只保留26%股權。2007年3月12日马尔兄弟辭任登地的董事。

## 球會榮譽
- 甲組聯賽〈第一級〉

- 冠軍 (1)： 1961/62年；
- 亞軍 (4)： 1902/03年、1906/07年、1908/09年、1948/49年；

- 甲組聯賽〈第二級〉

- 冠軍 (3)： 1978/79年、1991/92年、1997/98年；
- 亞軍 (3)： 1980/81年、2007/08年、2009/10年；

- 乙組聯賽〈第二級〉

- 冠軍 (1)： 1946/47年；

- 蘇格蘭足總盃

- 冠軍 (1)： 1909/10年；
- 亞軍 (4)： 1924/25年、1951/52年、1963/64年、2002/03年；

- 蘇格蘭聯賽盃

- 冠軍 (3)： 1951/52年、1952/53年、1973/74年；
- 亞軍 (3)： 1967/68年、1980/81年、1995/96年；

- 蘇格蘭聯賽挑戰杯

- 冠軍 (2)： 1990/91年、2009/10年；
- 亞軍 (1)： 1994/95年；

- 「Evening Telegraph」挑戰盃（Evening Telegraph Challenge Cup）

- 冠軍 (1)： 2006年；

## 著名球員
- 达留什·亚当丘克（Dariusz Adamczuk，1996-99）
- 伊万诺·博内蒂（Ivano Bonetti，2000-02）
- （Fabián Caballero，2000-05）
- 肯尼基亞（Claudio Caniggia，2000-01）
- 托米·格梅尔（Tommy Gemmell，1973-76）
- （Alan Gilzean，1957-64）
- （Zurab Khizanishvili，2001-03）
- （Nacho Novo，2002-04）
- （Gavin Rae，1996-04）
- （2003）
- （2003-05）
- （Julián Speroni，2001-04）
- 范志毅（2001-02）

## 註腳
1. ↑  .   [2008-04-15]. （原始内容存档于2019-09-17）.
2. ↑  .   [2008-04-15]. （原始内容存档于2016-03-07）.
3. ↑  .   [2008-04-15]. （原始内容存档于2020-09-04）.
4. ↑  .   [2008-04-15]. （原始内容存档于2016-03-07）.
5. ↑  .   [2008-04-15]. （原始内容存档于2019-08-27）.
6. ↑  .   [2008-04-15]. （原始内容存档于2019-08-24）.
7. ↑  .   [2008-04-15]. （原始内容存档于2021-04-24）.
8. ↑  .   [2008-04-15]. （原始内容存档于2021-04-11）.
9. ↑  .   [2008-04-15]. （原始内容存档于2019-08-29）.
10. ↑  .   [2008-04-15]. （原始内容存档于2019-08-27）.
11. ↑  .   [2008-04-15]. （原始内容存档于2019-08-31）.
12. ↑  .   [2008-04-15]. （原始内容存档于2019-08-24）.
13. ↑  .   [2008-04-15]. （原始内容存档于2019-08-31）.
14. ↑  .   [2008-04-15]. （原始内容存档于2019-08-24）.
15. ↑  .   [2008-04-15]. （原始内容存档于2019-08-26）.
16. ↑  .   [2008-04-15]. （原始内容存档于2019-08-27）.
17. ↑  .   [2008-04-15]. （原始内容存档于2019-08-24）.

## 外部連結
- 邓迪官方網站 （页面存档备份，存于）
- Dee4Life （页面存档备份，存于）